# 西伯利亚花蟹蛛
西伯利亚花蟹蛛（学名：Xysticus sibiricus）为蟹蛛科花蟹蛛属的动物。分布于俄罗斯、蒙古以及中国大陆的内蒙古、甘肃等地，多见于树林以及草丛。该物种的模式产地在西伯利亚。